# Hastula maryleeae
Hastula maryleeae é uma espécie de gastrópode do gênero Hastula, pertencente a família Terebridae.